# Pedro Johansson
Pedro Johansson, född 1957 i Norrköping, är en svensk musiker.
När han var 16 år blev han yrkesmusiker då han bland annat turnerade med Gunnar Wiklund. Johansson har medverkat i diverse dansband under 1970-talet, till exempel Five Teddys i Skara, dit han flyttade 1979.
1987 blev han medlem i Stefan Borsch & Anders Engbergs orkester, 1989 i Lotta & Anders Engbergs orkester och 1994 i Lotta Engbergs orkester. Har från 1986 även jobbat som producent och arrangör för flera band (inklusive Lotta Engbergs orkester). När Lotta Engbergs orkester upphörde 2002 lämnade Pedro Johansson den aktiva musikkarriären. Därefter har han bland annat utvecklat internetbaserad mjukvara för underhållningsbranschen, Spelplan.com

### Fotnoter
1. ↑  ”Medlemmar”. Lotta & Anders Engbergs orkester (inofficiell webbplats). http://www.lottaengberg.n.nu/medlemmar. Läst 15 juni 2015.